# 日相 (大石寺)
日相（にっそう、1759年（宝暦9年） - 1806年1月22日（文化2年12月3日））は、大石寺第43世法主。

## 略歴
- 1759年（宝暦9年）、陸奥国宮城郡南宮に誕生。父賀川権八。
- 1770年（明和7年）、日穏の室に入る。12歳。
- 1772年（安永元年）、細草に入檀す。
- 1788年（天明8年）9月23日、父浄性坊日顕寂。
- 1795年（寛政7年）春、細草76代の化主となる、秋退檀。
- 1796年（寛政8年）3月、陸奥国仙台に下向、日量随行す。夏、江戸常泉寺の住職を務める。
- 1797年（寛政9年）、江戸常泉寺の文庫・土蔵を再建。
- 1798年（寛政10年）春、江戸常泉寺本堂を修理し地形四尺を築く。8月彼岸、佛神道相対を著す。冬、江戸常泉寺本堂の落成供養を修す。
- 1799年（寛政11年）春、大石寺25代学頭となる。37世日琫より法の付属を受け、43世日相として登座。11月7日、大坊に入る。
- 1801年（享和元年）春、大坊・五重宝塔修覆。
- 1804年（文化元年）春、寿命坊客殿を南面に修覆す。秋、仙台洞ノ口法難見舞のため陸前へ下向、日誠随行10歳冬帰山。
- 1805年（文化2年）春、江戸小梅常泉寺に移る。12月3日、江戸常泉寺に於いて47歳にて死去した。

| 先代 日厳 | 大石寺住職一覧 | 次代 日宣 |